# Mathias Jensen
Mathias Jensen (ur. 1 stycznia 1996) – duński piłkarz grający na pozycji obrońcy w angielskim klubie Brentford oraz w reprezentacji Danii. Półfinalista Mistrzostw Europy 2020. Uczestnik Mistrzostw Świata 2022.

## Życiorys

### Początek kariery
Jest wychowankiem FC Nordsjælland. W 2015 roku dołączył do jego seniorskiego zespołu. W rozgrywkach Superligaen zadebiutował 20 września 2015 w wygranym 1:0 meczu z FC Midtjylland. 

### Celta Vigo
8 sierpnia 2018 odszedł za 5 milionów euro do hiszpańskiej Celty Vigo.